# Esqui alpino nos Jogos Olímpicos de Inverno de 1988
O esqui alpino nos Jogos Olímpicos de Inverno de 1988 consistiu de dez eventos, realizados entre 15 e 27 de fevereiro de 1988.
Estes Jogos marcaram a estreia do Super G como evento olímpico e a volta do combinado, que não era disputado desde St. Moritz 1948. Todas as provas foram disputadas na estação de esqui Nakiska em Kananaskis.

## Medalhistas
Masculino
| Evento                  | Ouro                        | Prata                               | Bronze                          |
| ----------------------- | --------------------------- | ----------------------------------- | ------------------------------- |
| Downhill detalhes       | Pirmin Zurbriggen SUI Suíça | Peter Müller SUI Suíça              | Franck Piccard FRA França       |
| Slalom detalhes         | Alberto Tomba ITA Itália    | Frank Wörndl FRG Alemanha Ocidental | Paul Frommelt LIE Liechtenstein |
| Slalom gigante detalhes | Alberto Tomba ITA Itália    | Hubert Strolz AUT Áustria           | Pirmin Zurbriggen SUI Suíça     |
| Super-G detalhes        | Franck Piccard FRA França   | Helmut Mayer AUT Áustria            | Lars-Börje Eriksson SWE Suécia  |
| Combinado detalhes      | Hubert Strolz AUT Áustria   | Bernhard Gstrein AUT Áustria        | Paul Accola SUI Suíça           |

Feminino
| Evento                  | Ouro                                | Prata                                    | Bronze                                   |
| ----------------------- | ----------------------------------- | ---------------------------------------- | ---------------------------------------- |
| Downhill detalhes       | Marina Kiehl FRG Alemanha Ocidental | Brigitte Oertli SUI Suíça                | Karen Percy CAN Canadá                   |
| Slalom detalhes         | Vreni Schneider SUI Suíça           | Mateja Svet YUG Iugoslávia               | Christa Kinshofer FRG Alemanha Ocidental |
| Slalom gigante detalhes | Vreni Schneider SUI Suíça           | Christa Kinshofer FRG Alemanha Ocidental | Maria Walliser SUI Suíça                 |
| Super-G detalhes        | Sigrid Wolf AUT Áustria             | Michela Figini SUI Suíça                 | Karen Percy CAN Canadá                   |
| Combinado detalhes      | Anita Wachter AUT Áustria           | Brigitte Oertli SUI Suíça                | Maria Walliser SUI Suíça                 |

## Quadro de medalhas
| Ordem | País                   | Medalha de ouro | Medalha de prata | Medalha de bronze |    |
| ----- | ---------------------- | --------------- | ---------------- | ----------------- | -- |
| 1     | SUI Suíça              | 3               | 4                | 4                 | 11 |
| 2     | AUT Áustria            | 3               | 3                |                   | 6  |
| 3     | ITA Itália             | 2               |                  |                   | 2  |
| 4     | FRG Alemanha Ocidental | 1               | 2                | 1                 | 4  |
| 5     | FRA França             | 1               |                  | 1                 | 2  |
| 6     | YUG Iugoslávia         |                 | 1                |                   | 1  |
| 7     | CAN Canadá             |                 |                  | 2                 | 2  |
| 8     | LIE Liechtenstein      |                 |                  | 1                 | 1  |
| 8     | SWE Suécia             |                 |                  | 1                 | 1  |
| TOTAL | TOTAL                  | 10              | 10               | 10                | 30 |